# علی سرتیپی
علیرضا سرتیپی اصفهانی (زاده ۱۳۴۰ در تهران) تهیه‌کننده فیلم، سرمایه‌گذار و بازیگر در سینمای ایران است.
وی هم اکنون مدیر عامل شرکت VOD فیلم‌نت میباشد.

## زندگی
علی سرتیپی در سالِ ۱۳۴۰ در تهران متولد شده و تحصیلات وی کارشناسی مدیریت می‌باشد، همچنین مدیرعامل مؤسسه بین‌المللی پخش «فیلمیران» می‌باشد. او به همراه غلامرضا موسوی، محمدرضا تخت‌کشیان و رسول صدرعاملی   در سال ۱۳۸۴ این مؤسسه را تأسیس کردند.
سرتیپی سابقه ۳۷ سال مدیریت پخش و توزیع فیلم‌های ایرانی در مؤسسه سبز میلاد فیلم، رسانه بین‌المللی فیلمسازان جوان و مؤسسه بین‌المللی فیلمیران را دارد.
تهیه کنندگی و سرمایه‌گذاری پروژه‌های متعدد سینمایی، تلویزیونی و حضور در چند فیلم سینمایی به عنوان بازیگر و ساخت و راه اندازی چندین پردیس سینمایی از دیگر فعالیت‌های این سرمایه‌گذار و تهیه‌کننده شناخته شدهٔ سینمای ایران است.

## فیلم‌شناسی

### بازیگر
- قربانی (۱۳۷۰ رسول صدرعاملی)
- راه و بیراه (۱۳۷۰ سیامک شایقی)
- باز باران (۱۳۷۱ محسن محسنی نسب)
- طوطیا (۱۳۷۷ ایرج قادری)
- شهرت (۱۳۷۹ ایرج قادری)
- دیشب باباتو دیدم آیدا (۱۳۸۳ رسول صدرعاملی)
- رد کارپت (۱۳۹۲ رضا عطاران)
- ویلای ساحلی (۱۴۰۱ کیانوش عیاری)

### تهیه‌کننده
- توکیو بدون توقف (۱۳۸۱)
- دیشب باباتو دیدم آیدا (۱۳۸۳ رسول صدرعاملی)
- آکواریوم (۱۳۸۴ ایرج قادری)
- نصف مال من، نصف مال تو (۱۳۸۵ وحید نیکخواه‌آزاد)
- نیش زنبور (۱۳۸۸)
- ورود آقایان ممنوع (۱۳۸۹)
- جیب بر خیابان جنوبی (۱۳۹۰)
- پل چوبی (۱۳۹۰)
- فصل انار (۱۳۹۲)
- شهر موش‌ها ۲ (۱۳۹۳ مرضیه برومند)
- شکاف (۱۳۹۳)
- جوکر (۱۳۹۴)
- دراکولا (۱۳۹۴)
- رحمان ۱۴۰۰ (۱۳۹۷)
- عروسی مردم (۱۳۹۸)
- ستاره بازی (۱۳۹۹)
- شهرک (۱۴۰۰)
- آغوش باز (۱۴۰۲)

### سرمایه‌گذار
- پاییزان (۱۳۶۶)
- شب حادثه (۱۳۶۷)
- قربانی (۱۳۷۰)
- راه و بیراه (۱۳۷۰)
- در کمال خونسردی (۱۳۷۳)
- جوانمرد (۱۳۷۵)
- شبیخون (۱۳۷۶)
- دختری با کفش‌های کتانی (۱۳۷۸)
- من ترانه ۱۵ سال دارم (۱۳۸۰)
- در به درها (۱۳۸۳)
- نصف مال من، نصف مال تو (۱۳۸۵)
- نیش زنبور (۱۳۸۸)
- آنچه مردان درباره زنان نمی‌دانند (۱۳۹۲)
- یک روز بخصوص (۱۳۹۴)
- ایتالیا ایتالیا (۱۳۹۵)
- تگزاس (۱۳۹۶)
- چهارراه استانبول (۱۳۹۶)
- مارموز (۱۳۹۶)
- رحمان ۱۴۰۰ (۱۳۹۷)
- سونامی (۱۳۹۷)
- مردی بدون سایه (۱۳۹۷)
- مطرب (۱۳۹۷)
- ستاره بازی (۱۳۹۸)
- رمانتیسم عماد و طوبی (۱۳۹۸)
- تی تی (۱۳۹۹)

## جوایز و افتخارات
| سال  | نام فیلم               | جایزه                                       | جشنواره                                               |
| ---- | ---------------------- | ------------------------------------------- | ----------------------------------------------------- |
| ۱۳۸۶ | نصف مال من، نصف مال تو | پروانه زرین بهترین فیلم                     | بین‌المللی فیلم‌های کودکان و نوجوانان - دوره بیست و یکم |
| ۱۳۸۶ | نصف مال من، نصف مال تو | جایزه فیل طلایی                             | جشنواره کودک حیدرآباد                                 |
| ۱۳۹۰ | ورود آقایان ممنوع      | کاندید بهترین فیلم                          | بخش مسابقه فیلم‌های بلند جشن خانه سینما ـ دوره پانزدهم |
|      | پل چوبی                | کاندید بهترین تهیه‌کننده                     | جشنواره فیلم فجر                                      |
|      | شهرک                   | حضور                                        | جشنواره فیلم فجر ۱۴۰۰                                 |
|      | ستاره بازی             | جایزه بهترین کارگردانی و بهترین نقش اول مرد | جوایز بین المللی فیلم - جشنواره 2022                  |

- دریافت لوح تقدیر به پاس یک دهه حضور مؤثر و موفق در تهیه تولید و پخش آثار سینمایی و تأثیر بر چرخه اقتصادی سینمای ایران از بیست و یکمین جشن سینمایی و تلویزیونی دنیای تصویر
- دریافت لوح تقدیر از مؤسسه سینماشهر برای ساخت و راه اندازی پردیس سینمایی لوتوس مال تهران